# Саркісян Анастас Оганезович
Анастас Оганезович Саркісян (нар. 29 лютого 1940) — радянський вірменський футболіст, півзахисник.

## Життєпис
Футбольну кар'єру розпочав 1960 року в дублі єреванського «Спартака». Наступного року перейшов до естонського «Калев» (Т). У складі талліннського клубу 8 липня 1961 року дебютував у Класі «А» (вищий дивізіон радянського чемпіонату), в нічийному (0:0) домашньому поєдинку 16-о туру поперерднього етапу підгрупи 2 проти московського «Динамо». Анастас вишов на поле на 88-й хвилині, замінивши Карла Колло. Після цього зіграв ще 3 поєдинки у Класі «А», у двох з яких відіграв усі 90 хвилин. Після цього по сезону відіграв за українські клуби «Металург» (Комунарськ) та  «Шахтар» (Олександрія). У 1965 році повернувся до Вірменії, де захищав кольори «Шираку», «Лернаргорцу» та «Севана» у Класі «Б». Футбольну кар'єру завершив у 1967 році.